# Galaxy 9
Galaxy 9 war ein kommerzieller Kommunikationssatellit des Satellitenbetreibers Intelsat aus der Galaxy-Flotte.

## Missionsverlauf
Hughes Space and Communications baute den Satelliten ursprünglich für ihre Tochterfirma Hughes Communications. Der Start erfolgte am 24. Mai 1996 auf einer Delta-II-Trägerrakete von der Cape Canaveral Air Force Station in einen geostationären Transferorbit. Von dort aus erreichte Galaxy 9 seine geostationäre Position bei 123° West durch Zünden seines Apogäumsmotors. Er konnte in fast ganz Nordamerika empfangen werden.
Im Mai 1997 fusionierte Hughes Communications mit dem Satellitenbetreiber PanAmSat, welcher alle Satelliten übernahm.
Im Jahr 2006 wurde PanAmSat von Intelsat übernommen, weswegen Galaxy 9 erneut den Betreiber wechselte.
Nach mehr als 14 Jahren Betrieb wurde Galaxy 9 im Juni 2010 in einen Friedhofsorbit manövriert und abgeschaltet.

## Technische Daten
Hughes baute den Satelliten auf Basis ihres HS-376-Satellitenbusses und rüstete ihn mit 30 C-Band-Transpondern aus (davon 6 als Reserve). Galaxy 9 besaß ein Startgewicht von knapp 1,4 Tonnen und eine erwartete Lebensdauer von 15 Jahren. Des Weiteren war er spinstabilisiert und wurde durch Solarzellen und Batterien mit Strom versorgt.